# تشيلانغو
هي كلمة عامية مكسيكية (بالإسبانية: Chilango)‏, لوصف ساكني عاصمة المكسيك «مكسيكو سيتي». وتعتبر كنوع من الإهانة عندما يستخدمها شخص من خارج العاصمة لوصف أحد ساكني العاصمة.
و بالعادة تُستخدم كلمة «تشيلانغو» من قبل سكان ولايات شمال المكسيك تجاه سكان مكسيكو سيتي بسبب طباعهم التنافسية والمختلفة عنهم التي اكتسبوها من خلال العيش في المدينة الكبيرة مكسيكو سيتي ذات الواحد وعشرين مليون نسمة.